# Epilobium intersitum
Epilobium intersitum är en dunörtsväxtart som beskrevs av Haussk.. Epilobium intersitum ingår i släktet dunörter, och familjen dunörtsväxter. Inga underarter finns listade i Catalogue of Life.